# Chthon (Marvel Comics)
Chthon  è il demone/divinità del caos, del sonno, delle tenebre, della magia nera, del fuoco, e di tutto ciò che è malvagio, nell'immaginario dei fumetti Marvel Comics.

## Origini
Molti migliaia di anni nel passato, si generò sulla Terra un essere immortale chiamato Demiurgo. Egli era un'entità spirituale potentissima, dotato di immensi poteri e intelligenza superiore. Egli decise di scindersi in parti per poter comprendere sé stesso, da questa azione nacquero degli esseri molto potenti e immortali gli Elder Gods, gli Dei Prima Degli Dei: Set, Chthon, Gaea e Oshtur.

## Poteri e abilità
Chthon possiede i seguenti poteri e abilità :
- Immortalità.
- Magia del Caos/Manipolazione della realtà: possiede una grande capacità nell'uso della magia del Caos con la quale può causare l'alterazione delle probabilità, generare forme di energia di vari tipi, teletrasportarsi, fermare o rallentare lo scorrere del tempo, volare, ferire e uccidere, creare barriere protettive e magiche, immobilizzare o spostare oggetti di varia grandezza, guarire ferite di ogni tipo, creare il fuoco e altro. Nell'universo Marvel un altro personaggio che possiede una grande capacità di utilizzare la magia del Caos è Wanda Maximoff, la Scarlet Witch.
- Magia nera e rossa: è il fondatore e ricercatore di ogni tipo di magia Nera e Rossa che utilizza. 
  - La magia nera è la capacità di un mago di utilizzare e controllare a proprio vantaggio un grande potere nefasto, maligno, occulto.
  - La magia rossa è un insieme di rituali esoterici e magie che serve per questioni amorose e sentimentali.
- L'Altro: è in grado di proiettare un'ombra elementale di sé stesso che può agire anche nel mondo reale, in quanto strutturata sugli elementi alchemici. È una proiezione della sua psiche che non ha grandi capacità ma che può agire sia sul piano mentale e onirico che sul piano reale.
- Possessione Demoniaca: può infondere sé stesso in un corpo ospite, tra quelli selezionati da lui stesso, di cui si impossessa.